# Transformers: Fall of Cybertron
Transformers: Fall of Cybertron (укр. Трансформери: Падіння Кібертрона) — відеогра жанру шутера від третьої особи, розроблена компанією High Moon Studios. Видана Activision в серпні 2012 року для Windows, PlayStation 3 та Xbox 360 та в серпні 2016 для PlayStation 4 та Xbox One.
Продовження гри Transformers: War for Cybertron, що описує події після її фіналу та перед початком анімаційного серіалу «Трансформери. Генерація 1».

## Ігровий процес

Десептикон у перестрілці з Автоботом (мультиплеєр)

### Основи
Гравець керує роботом трансформером, борючись із численними ворогами для просування за сюжетом. Роботи мають людиноподібний і альтернативний режими, коли робот набуває вигляду і можливостей якогось механізму. Кожен трансформер має шкалу міцності (запас енергону) та захисного поля. Міцність відновлюється ремонтними кубами, тоді як поле регенерує з часом. Трансформери можуть нести одну легку і одну важку зброю, а також мати додатковий предмет. При знищенні ворогів і деяких предметів випадають енергонові осколки, за які можна придбати корисні речі, вдосконалення, та відкрити секретні контейнери. Часом трапляються турелі, які трансформер може зайняти, важелі, що запускають певні механізми. Більшість роботів здатні здійснювати ривок, стрибати. Деякі мають особливі можливості на кшталт маскування чи особливі умови трансформації.
Місцями розміщені консолі комп'ютера Teletraan 1, через які купуються зброя, посилені боєприпаси, вдосконалення і предмети, такі як гранати або супутники-помічники. Також, за відповідного вдосконалення, при підключенні до консолі відбувається ремонт і поповнення боєзапасу. Єдиний раз придбані вдосконалення поширюються на всіх персонажів. Крім того трапляються контейнери з потужною зброєю, що відкриваються за внесення певних коштів. У прихованих місцях можна знайти креслення додаткової зброї та аудіозаписи, які глибше розкривають світ гри.

### Режими
Кампанія складається з 10-и розділів, де на відміну від попередньої гри немає вибору персонажів. У спільній кампанії гра відбувається з друзями, що можуть змагатися в наборі очок. Якщо персонаж гравця загине, він лежатиме, поки не буде оживлений іншими гравцями.
У мультиплеєрі гравець обирає собі персонажа, або створює нового. При конструюванні нових трансформерів пропонуються їх різні частини (голова, груди, руки, ноги, крила, наплічники, колеса), базова зброя, колір, натільні символи та голос. Трансформери поділяються на 4 класи:
- Розвідник (англ. Infiltrator) — невеликий та швидкий, але вразливий, альтернативна форма — легковий автомобіль. Здатний маскуватися і нести електромагнітні гранати.
- Руйнівник (англ. Destroyer) — середнього розміру, збалансований, альтернативна форма — позашляховик. Може ставити захисне поле і розкидати ворогів, падаючи на них.
- Титан (англ. Titan) — великий і міцний, але повільний, альтернативна форма — танк. Здатний розкручуватись, атакуючи кілька ворогів одночасно, та активовувати особистий штурмовий щит.
- Науковець (англ. Scientist) — середнього розміру, швидкий, альтернативна форма — літак. Може лікувати союзників і ставити турелі.

Мультиплеєр пропонує 4 командних режими:
- Командний смертельний матч (англ. Team Deathmatch) — гравці поділяються на дві команди і перемагає та, що першою знищить 40 противників.
- Завоювання (англ. Conquest) — дві команди змагаються за контроль над точками, що поступово приносять очки. Перемагає та, що першою набере 400 очок.
- Захоплення прапора (англ. Capture the Flag) — кожна команда володіє прапором, метою є 3 рази принести ворожий прапор на свою базу, захищаючи власний.
- Мисливець на голови (англ. Head Hunter) — команди змагаються у зборі Іскор, що випадають зі знищених ворогів. Перемагає та, що першою принесе на свою базу 30 Іскор.

Окремими мультиплеєрним режимом є «Ескалація» (англ. Escalation), що пропонує боротися разом проти хвиль ворогів, кожна з яких сильніша за попередню. З переможених ворогів випадає енергон, який витрачається між хвилями на ремонт, купівлю зброї і боєприпасів. Набираючи в мультиплеєрі досвід, персонаж розблоковує нові деталі для робота.

## Сюжет
Трансформери евакуюються з рідної планети Кібертрон, яка через дії Меґатрона стає непридатною для життя. Оптимус Прайм із соратниками відлітають на кораблі «Ковчег» до Землі, але їх наздоганяють Десептикони на кораблі «Немезида». Десептикони починають абордаж, Бамблбі зазнає поранення і втрачає здатність говорити. Він отримує завдання ввімкнути оборонні гармати та застає лідера Автоботів, Оптимуса Прайма, за поєдинком з Меґатроном. В останню мить Бамблбі прикриває собою Оптимуса від пострілу.
Дія переноситься на 6 днів раніше. Оптимус Прайм захищає «Ковчег» від Десептиконів, поки Автоботи готують його до старту. Оптимус проривається до штабу Персептора, де допомагає пораненим і лагодить виведені з ладу машини. Атаки Десептиконів сильнішають, а «Ковчег» починають обстрілювати потужні гармати. Лідер Автоботів розшукує загін Грімлока, з яким опиняється в оточенні на підступах до гармат. Він розуміє, що будівлі навколо — це величезний трансформер Метроплекс. Зустрівши Оптимуса, той підводиться і за його вказівками знищує гармати. Проте підкінець Метроплекс слабне, а Оптимус потрапляє в засідку Старскріма.
Оптимуса та інших полонених Автоботів приводять до Меґатрона, та Метроплекс приходить на допомогу. Він розчавлює Меґатрона, тоді як Старскрім зі своїми поплічниками тікають. Оптимус дізнається — для зльоту «Ковчега» бракує палива енергону. В пошукає енергону Грімлок і його загін зникли, тому Кліффджампер, Джаз і Сайдсвайп вирушають до Моря Іржі з'ясувати що з ними сталося.
Кліффджампер і Джаз потай пробираються до Моря Іржі та виявляють там Десептиконів. Кліффджампер знаходить зоряну карту, де позначено планету, на якій трансформери могли б пережити катастрофу — доісторичну Землю. Джаз розшукує тяжко пораненого Следжа й опиняється в лігві агресивних комахоподібних Інсектиконів. Воз'єднавшись з Кліффджампером він знаходить озеро енергону і вежу, здатну створити Космічний міст — кротовину до будь-якої планети з карти. З Космічним мостом експериментує Шоквейв, який тікає, лишивши орду Інсектиконів прикривати себе. Кліффджампер і Джаз змушені підірвати вежу, щоб зупинити ворогів. Останньої миті їх рятує Сайдсвайп. Оптимус посилає в Море Іржі наземний танкер, щоб вивезти енергон.
Десептикони Вортекс і Бласт Офф летять завадити просуванню танкера, щоб змусити його потрапити в пастку Старскріма. Завдяки Броулу вдається підірвати міст на шляху, Свіндл виводить з ладу гусениці танкера і знищує охорону. Та несподівано танкер злітає, загони Десептиконів за наказом Старскріма відступають. Комбатикони однак порушують наказ, проникають на борт і об'єднуються в Брутикуса. Вони змушують танкер впасти, при цьому втрачається половина енергону. Старскрім заарештовує їх за порушення наказу і втрату палива.
Вцілілі Автоботи збираються біля космічного корабля. Тим часом Саундвейв проникає на звалище, де ремонтує Меґатрона. Той дізнається, що Старскрім проголосив себе лідером Десептиконів і готується до коронації. Під час церемонії Меґатрон долає охорону Старскріма та повертає собі владу, але Старскрімові вдається втекти. Саундвейв доповідає про Землю і можливість створити новий Космічний міст. Однак, у Десептиконів немає космічного корабля для евакуації з Кібертрона. Меґатрон вирушає в столицю Кібертрона Іакон, щоб знайти Триптикона, котрий раніше зазнав там поразки. Коли його розшукують в глибинах планети, Саундвейв як покарання за слабкість перебудовує Триптикона в космічний корабель «Немезиду».
Старскрім прилітає в Каон помститися Меґатрону. Там, слідуючи за Шоквейвом, він знаходить лабораторію, де полонених Автоботів перетворювали на покірних і сильних Диноботів, заснованих на земних динозаврах. Найсильнішого з таких, Грімлока, Старскрім переконує служити йому в обмін на свободу, але Грімлок виривається сам. Грімлок не може трансформуватись, але знаходить Свупа, з яким вибирається з лабораторії. Разом вони пробиваються крізь охорону Десептиконів та піддослідних Інсектиконів до Слега і Снарла. Диноботи бачать, що Шоквейв створив у Каоні нову вежу для Космічного мосту. Грімлоку вдається розблокувати свою альтернативну форму, він знаходить Шоквейва і вирішує знищити вежу. Оптимус наказує евакуюватися, та Грімлок відмовляється, щоб помститися Саундвейву та завадити Меґатрону підкорити ще один світ. Свуп доставляє Грімлока до вежі, той скидає Саундвейва вниз, без контролю вежа руйнується. Кротовина над Кібертроном починає закриватися, лишається зовсім мало часу покинути планету.
Метроплекс, жертвуючи собою, віддає весь свій запас енергону для старту «Ковчега». «Немезида» наздоганяє корабель, Саундвейв і його роботи-касетники проникають на «Ковчег» і виводять з ладу його турелі. Джетфайр розстрілює абордажні захвати «Немезиди», але Брутикус встигає знищити паливні труби. Джаз з Джетфайром зупиняють його та викидають за борт. Оптимус і Меґатрон сходяться в двобої. Завдяки Бамблбі Оптимус рятується від пострілу і продовжує боротьбу. Один з персонажів, на вибір гравця, врешті завдає противнику вирішального удару. Обидва кораблі руйнуються в польоті та влітають у кротовину, що веде до Землі.

## Оцінки й відгуки
| Агрегатор    | Оцінка                                   |
| ------------ | ---------------------------------------- |
| GameRankings | 79.17% (PC) 76.48 % (PS3) 81.40 % (X360) |
| Metacritic   | 78/100 (PC) 77/100 (PS3) 79/100 (X360)   |

| Видання       | Оцінка |
| ------------- | ------ |
| Eurogamer     | 8/10   |
| Game Informer | 9/10   |
| GameSpot      | 7/10   |
| IGN           | 8.5/10 |

Метт Кебрал у IGN описав, що оскільки розділи Fall of Cybertron побудовані з урахуванням здібностей конкретних Автоботів і Десептиконів, вони загалом більше лінійні та зрежисовані, ніж у War for Cybertron. Але сюжет через це має більше видовищних сцен у різноманітних середовищах, і в ньому місцями відчувається гостра невідкладність дій. З точки зору презентації, оповіді та продуктивності Fall of Cybertron перевершує попередню гру.
Кевін ван Орд у GameSpot підсумував: «Залишивши позаду проблеми своєї попередниці, гра отримала щось власне». Більшість трансформерів потужні, але при цьому вразливі, чим заохочується змінювати режими. Також рівні в Fall of Cybertron добре зрежисовані, тоді як у багатокористувацькій грі пропонується широкий вибір у створенні власного робота. В Fall of Cybertron важливіше не так, як вона грається, а те, який вигляд вона має.
На думку Алека Міра з Eurogamer, багатокористувацька гра активніша, ніж сюжетна кампанія, проте їй бракує карт. Щодо кампанії, то Fall of Cybertron вдосконалює все, що робила попередниця, проте це все ще данина пам'яті іграшкам і оригінальному мультсеріалу. Вона достатньо самостійна, але все ж більше переробка Fall of Cybertron, аніж її продовження.
Метт Міллер у Game Informer охаректиризував Fall of Cybertron як найточнішу обробку бренду «Transformers». Вороги тут різноманітні і їхні здібності залежать від поточного режиму. Сюжет має кращу структуру, а багатокористувацька гра багатша на можливості.